# Nucléosynthèse primordiale
Pour les articles homonymes, voir BBN.
La nucléosynthèse primordiale (BBN, pour l'anglais Big Bang nucleosynthesis) est un événement de nucléosynthèse (c'est-à-dire de synthèse de noyaux atomiques) qui, selon la théorie du Big Bang, s'est déroulé dans tout l'Univers pendant les premières dizaines de minutes de son histoire, dans un intervalle de temps compris entre 10 s et 20 min.
La nucléosynthèse primordiale a produit l'essentiel du deutérium, de l'hélium 3 et de l'hélium, et une faible proportion de lithium, de béryllium et de bore. Les autres noyaux, hormis le protium qui ne requiert aucune synthèse, sont le produit de la nucléosynthèse stellaire, beaucoup plus tardive et toujours en cours, et la majeure partie du lithium, du béryllium et du bore provient de réactions de spallation, également dans les étoiles.

## Le modèle standard de la nucléosynthèse primordiale

### Pourquoi introduire ce modèle?
Actuellement, il y a environ 1 atome de deutérium (hydrogène lourd, noté 2H ou D) pour 50 000 atomes d'hydrogène (1H). Même si son abondance est relativement faible, il est néanmoins le 7e isotope le plus abondant de l'Univers. Or le deutérium est l'un des noyaux les moins liés (un excédent d'énergie de 2,2 MeV, par exemple apporté par un photon, suffit à séparer le proton et le neutron qui le constituent) et ne résiste pas aux températures typiques des milieux stellaires, où il est détruit par les réactions nucléaires (à partir d'un million de kelvins) :
En effet, au cours de la nucléosynthèse stellaire, les étoiles synthétisent de l'hélium par fusion de l'hydrogène, mais la quantité produite, et surtout effectivement relâchée dans l'espace interstellaire, est trop faible pour expliquer l'abondance de l'hélium 4 dans l'Univers, car en fin de vie des étoiles de faible ou de forte masse, une bonne partie de l'hélium produit durant la séquence principale n'est pas relâché dans l'espace :
- les étoiles de faible masse ne relâchent que les couches externes qui ont été peu modifiées par les réactions de fusion. Leur cœur constitué principalement d'hélium se transforme en naine blanche ;
- quant aux étoiles plus massives, lorsque l’hydrogène est épuisé en son centre (entièrement transformé en hélium), l'hélium fusionne à son tour pour donner des éléments plus lourds, carbone, oxygène, néon... Voire pour les plus massives (> 8 M☉) des noyaux plus lourds jusqu’au fer, notamment lors de la nucléosynthèse explosive. Dans ces étoiles, l'hélium produit qui est relâché provient d'une couche intermédiaire entre le cœur et l'enveloppe externe.

La quantité d'hélium formée par la nucléosynthèse stellaire reste en fin de compte peu importante. Cela implique donc que, à leur naissance, les galaxies devaient déjà contenir une grande partie de l'hélium actuel. Son origine ne peut ainsi être expliquée a priori que par le Big Bang.

### Scénario de genèse de l'hélium lors du Big Bang
Au début de la nucléosynthèse primordiale (environ 100 secondes après le big-bang), les neutrons constituaient environ 12 % des baryons, le reste étant formé de protons. Ils se retrouvent alors quasiment intégralement à l'intérieur des noyaux d'hélium 4 (noyau constitué de deux protons et deux neutrons), si bien que l'abondance en masse de ces derniers est d'environ 24 %. L'abondance en masse d'hélium 4 (dans l'Univers) est en effet mesurée de l'ordre de 23 à 30 %.
Par ailleurs, cette abondance d'hélium a précisément une valeur plus ou moins constante (de 23 à 30 %) quel que soit le type de galaxie. Seul le Big Bang permet ainsi d'expliquer cette abondance actuelle.
Dans ce scénario, le deutérium résultant de la rencontre d'un proton et d'un neutron permit ensuite la formation d'hélium 3 3
2He et de tritium 3
1T, qui permirent ensuite de synthétiser de l'hélium 4 4
2He. Puis ces réactions s'arrêtèrent à cause de la dilution et du refroidissement rapide de l'univers en expansion. Il ne resta alors que quelques traces des nucléides ayant servi d'intermédiaire (deutérium, hélium 3, tritium). Le modèle cosmologique standard prédit d'ailleurs une abondance de deutérium de 0,002 %, en excellent accord avec les observations, ce qui est un succès fondamental pour ce modèle.

### Genèse des éléments lithium, béryllium et bore par spallation
Il existe un autre phénomène, dit de spallation : Les rayons cosmiques hautement énergétiques brisent les atomes de carbone, azote et oxygène en atomes plus légers (6Li, 7Li, 9Be, 10B, 11B, He, H...). Les quantités créées étant très faibles, ce phénomène est négligeable en ce qui concerne les abondances d’hélium, d’hydrogène et de deutérium, mais essentiel en ce qui concerne les éléments lithium, béryllium, bore ; en effet les étoiles n'en produisent pas car ils sont selon la théorie immédiatement détruits par les réactions de fusion.
Grâce à la combinaison de ces 3 modèles de la nucléosynthèse stellaire (incluant la nucléosynthèse explosive), de la nucléosynthèse primordiale et de la spallation, les abondances constatées de tous les atomes peuvent être expliquées.

### Déroulement
La nucléosynthèse primordiale commence lorsque la température est autour de 109 K (soit dans les premières minutes après le Big Bang), et dure quelques dizaines de minutes.
Tant que l'âge t de l'Univers est encore bien inférieur à 1 s (température T >> 1010 K), les photons, les neutrinos et antineutrinos, les baryons (neutrons et protons) ainsi que les électrons et les positons sont en équilibre selon les réactions :
| 1 0n | + νe | {\displaystyle \rightleftharpoons } 1 p | + e– |       |
| 1 0n | + e+ | {\displaystyle \rightleftharpoons } 1 p | + νe |       |
| 1 0n |      | {\displaystyle \rightleftharpoons } 1 p | + e– | + νe. |
Le rapport np/nn du nombre de protons au nombre de neutrons est alors déterminé par la loi statistique de Maxwell-Boltzmann :
{\displaystyle {\frac {n_{\text{p}}}{n_{\text{n}}}}={\text{e}}^{-{\frac {E_{\text{p}}-E_{\text{n}}}{kT}}}={\text{e}}^{-{\frac {{\Delta }mc^{2}}{kT}}}}
D'abord proche de un, ce rapport augmente progressivement jusqu'à valoir environ 6  (un neutron pour six protons) à t = 1 s.
À t = 1 s (T = 1010 K), les neutrinos se découplent. Ils interagissent alors faiblement avec la matière et l’équilibre est rompu. N'étant plus modifié que par la désintégration β– du neutron (n ⟶ p + e– + νe ; durée de vie : 880,3 ± 1,1 s), ce rapport va augmenter indéfiniment jusqu'à la quasi-disparition des neutrons au bout de quelques dizaines de minutes.
Tant que la température reste supérieure à 109 K, les noyaux de deutérium (deutérons) formés (n + p ⟶ D + γ) sont dissociés par les photons qui ont assez d’énergie à cette température. En effet, même si l'énergie moyenne des photons à cette température est déjà bien inférieure à l'énergie de dissociation du deutérium, les photons sont bien plus nombreux que les protons et neutrons, il existe donc malgré tout quelques photons très énergétiques qui empêchent la formation de deutérium.
Ces noyaux ne deviennent stables qu’à 109 K. On a alors np/nn ≈ 7 et la nucléosynthèse primordiale commence avec la formation des éléments légers :
| 1 p   | + 1 0n  | ⟶   | 2 1D  | + γ     |
| 2 1D  | + 1 0n  | ⟶   | 3 1T  | + γ     |
| 2 1D  | + 1 p   | ⟶   | 3 2He | + γ     |
| 2 1D  | + 2 1D  | ⟶   | 3 1T  | + 1 p   |
| 2 1D  | + 2 1D  | ⟶   | 3 2He | + 1 0n  |
| 2 1D  | + 2 1D  | ⟶   | 4 2He | + γ     |
| 3 1T  | + 1 p   | ⟶   | 4 2He | + γ     |
| 3 2He | + 1 0n  | ⟶   | 3 1T  | + 1 p   |
| 3 2He | + 1 0n  | ⟶   | 4 2He | + γ     |
| 3 1T  | + 2 1D  | ⟶   | 4 2He | + 1 0n  |
| 3 2He | + 2 1D  | ⟶   | 4 2He | + 1 p   |
| 3 2He | + 3 2He | ⟶   | 4 2He | + 2 1 p |
| 4 2He | + 2 1D  | ⟶   | 6 3Li | + γ     |
| 4 2He | + 3 1T  | ⟶   | 7 3Li | + γ     |
| 4 2He | + 3 2He | ⟶   | 7 4Be | + γ     |
| 6 3Li | + 1 0n  | ⟶   | 7 3Li | + γ     |
| 6 3Li | + 1 p   | ⟶   | 7 4Be | + γ     |
| 7 3Li | + 1 p   | ⟶ 2 | 4 2He | + γ     |
| 7 4Be | + 1 0n  | ⟶   | 7 3Li | + 1 p   |
| 7 4Be | + e–    | ⟶   | 7 3Li | + γ     |
À t ≈ 3 × 102 s, à cause de l’expansion, la température et la densité deviennent trop faibles pour permettre la fusion d’autres noyaux et la nucléosynthèse s’arrête.

### Résultats
Pendant l'ère de la radiation (jusqu'au découplage matière-rayonnement) quelques centaines de milliers d'années, le plasma est composé des noyaux résultants de cette nucléosynthèse :
- L'hydrogène :

L'hydrogène léger (un simple proton) résiduel, qui occupe (toujours) la place principale ~75 %.
De son isotope stable, le deutérium : 2H.
Le tritium 3H quant à lui, s'est transformé progressivement en 3He au début de cette ère de par sa Radioactivité β–, d'une demi-vie de 12 ans 1/3 (dans les conditions « ambiantes », terrestres ; qui n'étaient pas celles de cette ère : plasma en dilution).
- L'hélium :

L'hélium 3 produit durant cette nucléosynthèse forme la source principale de l'hélium 3 naturel, confondu avec l'hélium 3 issu de la radioactivité du tritium initial (cf. paragraphe ci-dessus).
L'hélium 4 constitue presque tout le reste de la matière ayant réagi ~24 %. Tous les neutrons y sont incorporés.
Note : Dans l'Univers actuel, la majorité de l'hélium provient de l'hélium primordial, l'activité stellaire n'a augmenté son abondance qu'au plus de quelques pour cent.
Toutefois, la quasi-intégralité de l'hélium actuellement présent sur Terre n'est ni de l'hélium primordial, ni stellaire, mais celui issu de la radioactivité α des éléments lourds, thorium et uranium.
- Le lithium :

Il reste une dose infime de lithium (6Li et 7Li) primordial, ou provenant de la radioactivité ε du béryllium 7Be initialement produit, se transformant en 7Li en une demi-vie de 53,12 jours (dans les conditions « ambiantes », terrestres ; qui n'étaient pas celles de cette ère : plasma en dilution). Ces traces infimes de 7Li ont été découvertes par François et Monique Spite en étudiant les spectres d'étoiles du halo galactique en utilisant le télescope de 3,6 m de l'observatoire Canada-France-Hawaï,.
Éléments, qui comme les isotopes de l'hydrogène 2H et 3H et de l'hélium 3He, n'ont pas réagi avant la fin de la nucléosynthèse.
Les mesures d’abondance de lithium 6 et 7 dans ces étoiles ne coïncident pas avec les prédictions faites par le modèle de la nucléosynthèse primordiale et constitue ce qu’on appelle le problème du lithium cosmologique.

### Caractéristiques
Un paramètre clé de la nucléosynthèse primordiale est le rapport entre le nombre de baryons (nombre baryonique) et le nombre de photons qui reste conservé :
- η = nombre de baryons / nombre de photons ~ 10−10

Ce seul rapport suffit à déterminer les abondances primordiales des différents éléments légers créés lors de la nucléosynthèse primordiale[réf. souhaitée].

## Abondances des éléments
La mesure des abondances des éléments représente des enjeux importants, notamment l'apport d'un élément de preuve à la théorie du Big Bang.

### Prévisions
Le modèle standard prévoit des abondances de 25 % pour l'hélium et 0,002 % pour le deutérium.

### Mesure des abondances
Les abondances des éléments légers sont calculées par trois types de mesures :
- Juste après la nucléosynthèse primordiale, en observant des quasars, qui sont des objets très éloignés (ils se trouvent à une distance de l’ordre de 10 à 13 milliards d’années-lumière). Étant très éloignés, on les observe aujourd’hui tels qu’ils étaient il y a 10 à 13 milliards d’années, lorsque l’activité stellaire, qui modifie les abondances, avait à peine commencé. La valeur trouvée pour l’abondance de deutérium est donc très proche de l’abondance primordiale.
- En effectuant des mesures dans le Système solaire (planètes ou satellites ayant une atmosphère, comme Jupiter, Titan…, météorites, molécules deutérées telles que HD, HDO (sur Terre par exemple)…) : les abondances sont figées depuis 4,5 milliards d’années par l’absence d’activité.
- À l’époque actuelle, en effectuant des mesures dans le milieu interstellaire (étoiles -jeunes et vieilles-, nébuleuses gazeuses contenant du deutérium gazeux ou des molécules deutérées…).

Ces mesures sont effectuées en observant les spectres d'absorption et d'émission des éléments et leur intensité (exemple avec l'hydrogène et le deutérium : observation des séries de Lyman et de Balmer).

### Résultats
D'après la revue de Gary Steigman de 2006,, le modèle standard de la cosmologie prédit un rapport {\displaystyle \eta } = (6,1 ± 0,6) × 10−10 en excellent accord avec la valeur observée combinant les résultats de WMAP et de Large Scale Survey qui donne {\displaystyle \eta } = (6,14 ± 0,25) × 10−10. L'abondance primordiale de 3He déduite des observations est également en accord avec les prédictions du modèle standard. L'abondance primordiale de 4He présente un accord relativement moins bon car seulement à 2 sigma mais il est indiqué que la différence peut être due à des erreurs systématiques dans les mesures d'abondance et qu'il est donc difficile de savoir s'il faut y voir un signe d'une physique au-delà du modèle standard. Enfin, l'accord sur l'abondance de 7Li est plus mauvais mais étant donné que les observations faites sur l'abondance du 7Li sont faites au sein d'étoiles de notre Galaxie il est tout à fait possible que l'abondance primordiale ait été modifiée par des processus stellaires et l'incertitude astrophysique sur cette mesure est donc élevée.
Les prédictions du modèle standard peuvent être également confrontées à la mesure de certains paramètres cosmologiques, comme la densité baryonique dans l'Univers dont la valeur observée {\displaystyle \Omega _{b}h^{2}} = 0,023 0 est en excellent accord avec la valeur prédite.
En résumé, le modèle standard de la cosmologie est robuste vis-à-vis des données observationnelles actuelles. Pour autant la mesure des abondances primordiales des éléments légers est une tâche délicate : les objets observés dans lesquels le deutérium n'a pas été affecté depuis sa création dans l'univers primordial sont assez rares, 3He est observé dans le gaz interstellaire de notre galaxie qui est actif d'un point de vue chimique et donc susceptible d'affecter l'abondance de cet élément, les erreurs systématiques sur l'observation de 4He sont probablement encore grandes. Il n'est donc pas exclu a priori que les valeurs observationnelles des abondances d'éléments légers varient quelque peu dans les années à venir et affectent potentiellement l'accord avec le modèle standard ce qui apporterait des indications et de nouvelles contraintes sur la physique au-delà de celui-ci.

## Implications

### Nombre baryonique
La connaissance des abondances permet de connaître de manière plus précise la valeur du nombre baryonique qui est le seul paramètre en jeu. Ce nombre baryonique est très important puisqu'il permet de déterminer la fraction de matière baryonique.
La différence de cette fraction de matière baryonique avec la fraction (plus faible) de matière lumineuse (calculée à partir de l'observation) permet de déterminer la fraction de matière baryonique non lumineuse (trous noirs, naines brunes).
De plus, la différence de cette fraction de matière baryonique avec la fraction (plus élevée) de matière dynamique calculée à partir de ses effets gravitationnels (rotation des galaxies...)) permet de montrer l'existence de matière non baryonique inconnue à l'heure actuelle (neutrinos, ...).

## Autres modèles
Il existe d'autres modèles non standard qui introduisent une non homogénéité afin de mieux expliquer les différences qui pourraient exister entre les résultats des mesures et interpolations et les valeurs théoriques.